# Sterling Heights (Michigan)
Sterling Heights – miasto w hrabstwie Macomb w stanie Michigan w Stanach Zjednoczonych. Według danych z 2023 roku liczyło 133,3 tys. mieszkańców. Północne przedmieście w obszarze metropolitalnym Detroit. 
W mieście rozwija się przemysł. Główne firmy które mają swe fabryki w mieście to Chrysler, Visteon, General Dynamics. W Sterling Heights znajduje się drukarnia dwóch głównych gazet pobliskiego Detroit, Detroit Free Press i Detroit News. Fabryka Chryslera to największy zakład wytłaczania blach karoseryjnych na świecie. W mieście znajduje się również największe centrum handlowe (Lakeside Mall) w całej okolicy Detroit.
23,5% mieszkańców miasta stanowią osoby pochodzące z Bliskiego Wschodu lub Afryki Północnej, z czego 86% ma korzenie irackie (dane z 2020). Spośród Irakijczyków większość stanowią Chaldejczycy, często chrześcijanie.  
W 2024 roku Sterling Heights znalazło się na 14. miejscu w rankingu „50 najbezpieczniejszych i najbardziej przystępnych do życia cenowo miast w USA”, według serwisu GOBankingRates.

## Demografia
Według danych spisowych z 2022 roku, 27,8% mieszkańców miasta urodziło się poza granicami Stanów Zjednoczonych. Do największych grup pochodzenia w mieście należą: Niemcy (12,7%), Polacy (11,7%), Chaldejczycy (11,5%), Arabowie (8,9%), Włosi (8,1%), Irlandczycy (6,8%), oraz czarni/Afroamerykanie (5,9%).